# Hans Humann
Hans Humann (nascido em 1878 em Esmirna; falecido em 7 de outubro de 1933) foi um oficial da Marinha Imperial Alemã, diplomata (Adido Naval) e empresário. Humann tornou-se famoso como um dos principais representantes do Reich alemão no Império Otomano durante a Primeira Guerra Mundial, bem como o editor do amplamente divulgado Deutsche Allgemeine Zeitung desde 1920, quando o industrial Hugo Stinnes comprou o jornal. Humann foi uma testemunha-chave alemã do genocídio armênio. Como amigo pessoal e associado chave em tempo de guerra de Enver Pasha, chegou a defender o genocídio em artigos de jornal para o DAZ durante a república de Weimar.